# Carl Zeiss AG
|  | No s'ha de confondre amb Fußball-Club Carl Zeiss Jena. |

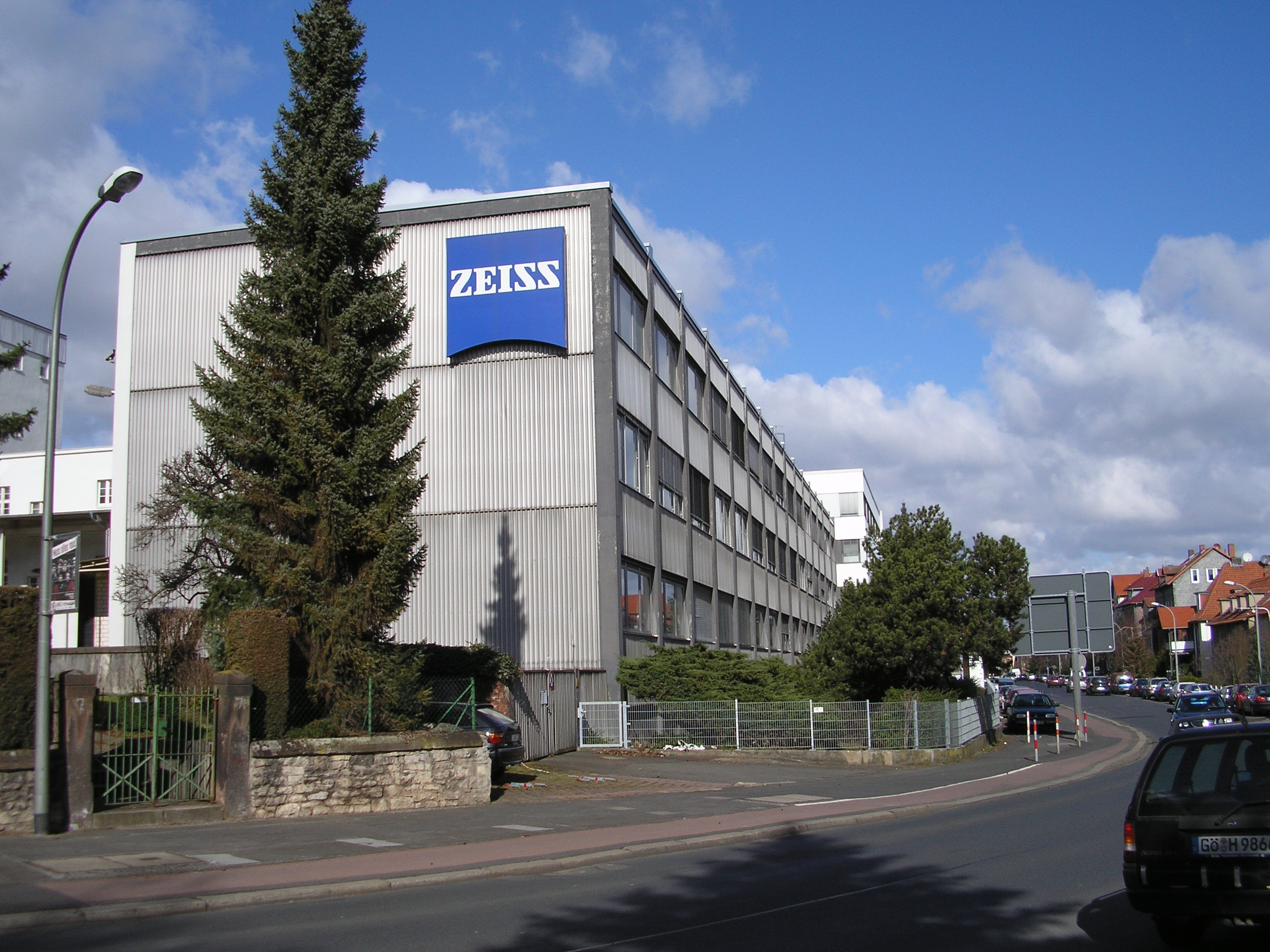
La fàbrica Zeiss a Göttingen

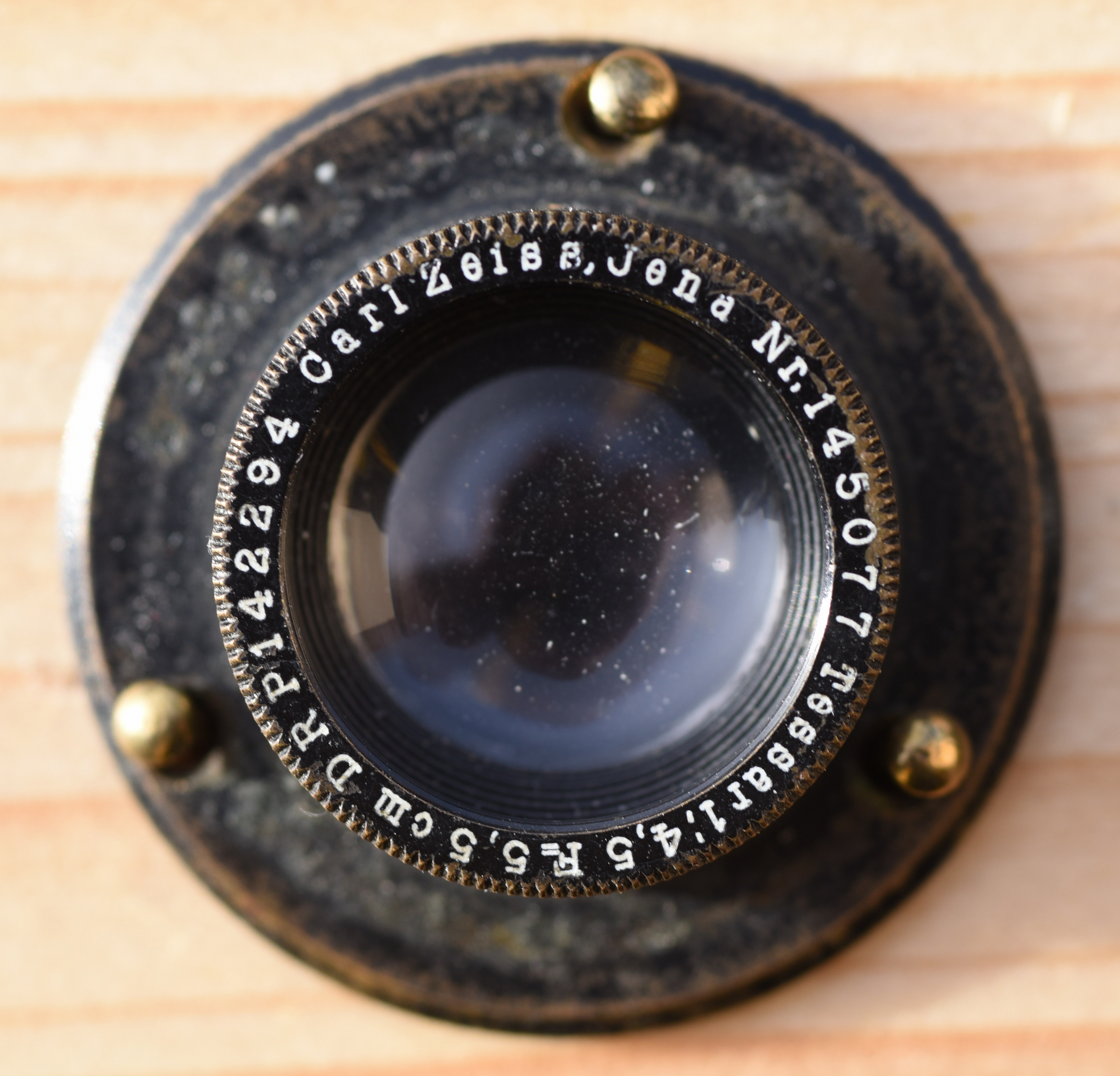
Carl Zeiss, Jena, Nr. 145077, Tessar 4,5 F 5,5cm DRP 142294 (1910)

Carl Zeiss (ˌkaʁl ˈtsaɪs) és una empresa fabricant d'equips òptics de precisió, mesuradors industrials i aparells mèdics i sobretot coneguda del públic per als seus objectius fotogràfics d'alta gamma. Fou fundada a Jena, Alemanya, el 1846 per l'òptic Carl Zeiss. Al costat d'Ernst Abbe (des de 1866) i Otto Schott (des de 1884) van crear les bases de la producció de les òptiques modernes. L'empresa es divideix en dues parts: Carl Zeiss AG, amb seu a Oberkochen i amb importants filials a Aalen, Göttingen i Múnic; i Carl Zeiss GmbH, que localitzada a Jena.
Carl Zeiss AG és la companyia principal del Grup Zeiss (Zeiss Gruppe), amb seu a Heidenheim an der Brenz i a Jena. El Grup Zeiss forma part de Carl-Zeiss-Stiftung, a qui pertanyen també els fabricants d'òptiques Schott AG i Jenaer Glas, localitzades a Mainz i a Jena, respectivament. Carl Zeiss és un dels fabricants de sistemes òptics més antics que continuen en funcionament avui dia.

## Història
L'any 1846, Carl Zeiss creà un taller d'òptica i de mecànica de precisió a la ciutat de Jena a Alemanya. Es dedicà sobretot a la fabricació de microscopis.
Després de la Segona Guerra Mundial, una part del personal científic de la societat fou transferit a la zona d'ocupació americana. A nivell nacional, la societat Zeiss quedà dividida en dues: "Carl Zeiss" a Alemanya de l'Oest, i "Carl Zeiss Jena" (empresa estatal) a Alemanya de l'Est. Les dues empreses es van reunificar l'any 1991.
L'any 2004, Carl Zeiss era líder mundial dins l'entorn de l'òptica d'alta tecnologia amb una xifra de negoci de més de 2 mil milions d'euros i 13.700 empleats al món. L'any 2011, Carl Zeiss era líder mundial en lents oftàlmiques (18% del mercat mundial) darrere del líder mundial Essilor (31% del mercat mundial).

### Dates claus

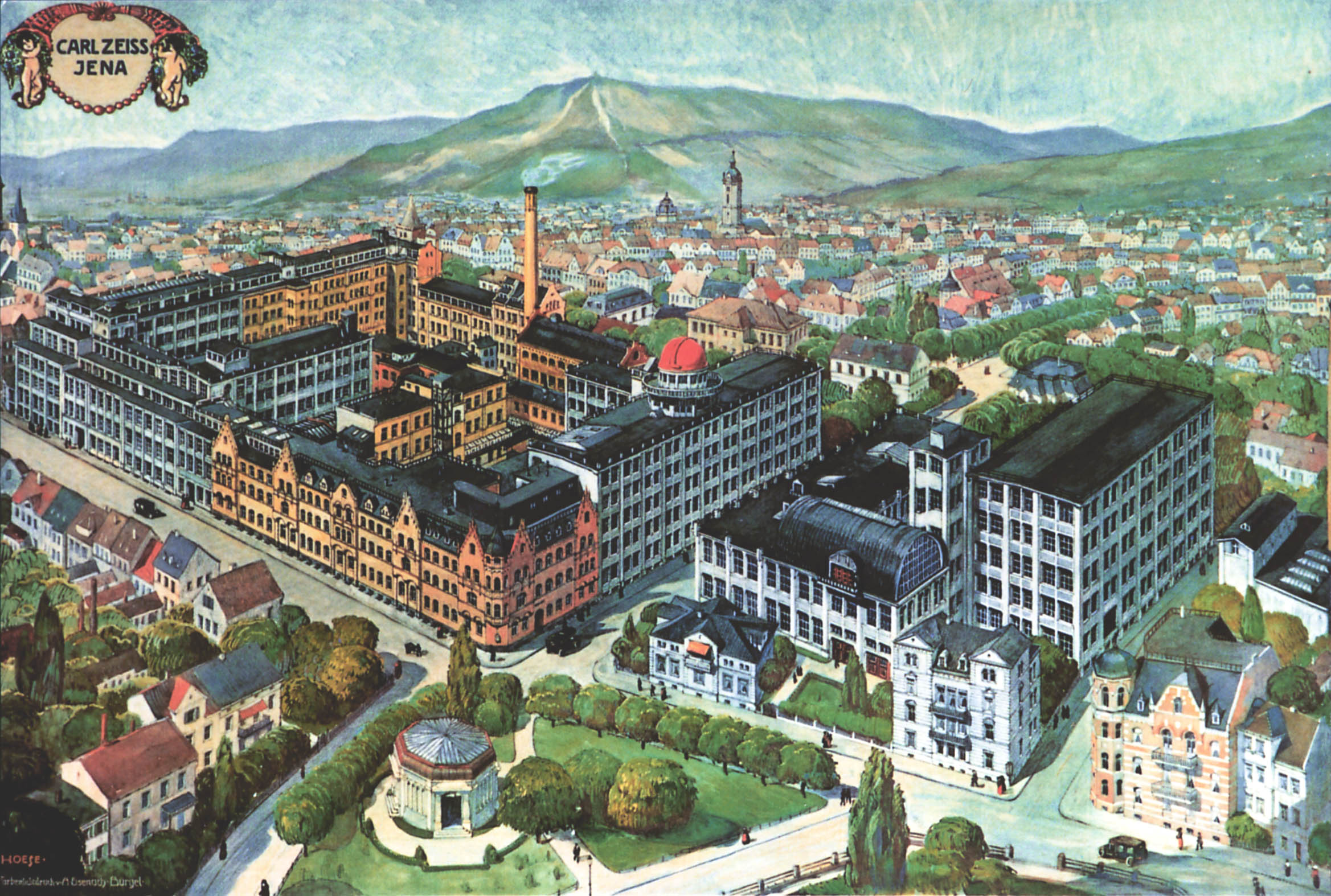
La fàbrica de Jena l'any 1910 (postal)

- 1846: Fundació del primer taller òptic de Zeiss a Jena.
- 1866: Contractació d' Ernst Abbe, que amb els seus coneixements aportà a la companyia un avanç tecnològic important en el camp de la microscòpia.
- 1884: Otto Schott estableix a Jena una fàbrica de vidre òptic la destinació i el capital estan íntimament lligades als de Carl Zeiss. Es desenvolupen noves lents altament refractives, que permeten aconseguir objectius de rendiment cada cop més avançats. Schott AG és avui un dels principals productors mundials de vidre especialitzat, especialment per a l'òptica.
- 1891: reorganització de la companyia al voltant d'una fundació Carl-Zeiss-Stiftung creada dos anys abans.
- 1900: adquisició del fabricant de la càmera Palmos AG (Jena). Aquesta subsidiària es va fusionar el 1909 amb altres tres empreses, Hüttig AG (Dresden), Wünsch AG (prop de Dresden) i Kamerawerk Dr. Krugener (Frankfurt), i va prendre el nom d' ICA (Internationale Camera Actiengesellschaft).
- 1902: disseny de l'objectiu de Tessar per Paul Rudolph. La majoria de les lents fotogràfiques estàndard encara estan inspirades en la seva fórmula de 4 lents.
- 1923: construcció a Jena del primer planetari amb projector.
- 1926: Creació de Zeiss Ikon per adquisició de Contessa Nessel (Stuttgart), Ernemann (Dresden) i Goerz (Berlín), que es fusionen amb l'ICA. Serà fins als anys seixanta un dels fabricants d'equips fotogràfics més grans del món.
- 1928: Absorció dels binoculars i fabricant del visor Hensoldt AG.
- 1932: llançament de Contax, una càmera de telemetres rival Leica 24x36. Dos anys més tard, es va estrenar el Super Ikonta, el primer d'una sèrie de càmeres de telemetria plegables de mida mitjana que van ser particularment famoses fins a 1960 3. El 1936, els Contax II i III presenten dues novetats importants: la integració del visor de visió al visor i, per al model III, la integració d'un mesurador de llum.
- 1935: desenvolupament dels primers tractaments antireflectius per Alexander Smakula, físic d'origen ucraïnès empleat per Zeiss. La companyia mantindrà el secret d'aquest procés altament estratègic fins al final de la guerra.
- 1945: les fàbriques Zeiss són parcialment destruïdes. L'exèrcit nord-americà trasllada de Jena a Stuttgart un centenar de membres del personal científic i de gestió de l'empresa. La Unió de Repúbliques Socialistes Soviètiques transfereix part de la maquinària i personal de les fàbriques Zeiss a Dresden a la fàbrica de l'Arsenal de Kíev (que produirà dispositius telemètrics Contax sota la marca Kíev).
- 1946: es funda una nova empresa Carl Zeiss a Oberkochen prop de Stuttgart. La part restant de l'Alemanya de l'Est va ser nacionalitzada el 1948 i es va convertir en Zeiss Jena per al mercat occidental mentre que la producció de Carl Zeiss es va vendre a l'est sota la marca Opton.
- 1948: llançament a Dresde de Contax S, primer reflex amb objectiu totalment rectificat. El que queda dels antics establiments deZeiss a Dresden es veu obligat a abandonar l'ús de les marques Zeiss Ikon i Contax, l'exclusivitat de la qual és reclamada per Zeiss Ikon AG (Stuttgart). A la RDA Zeiss és a l'origen de un nou complex industrial que porta el nom de Pentacon.
- 1969: participació en els equips de la missió Apollo 11 (la foto del primer pas de l'home a la lluna es pren amb una lent Zeiss).
- 1970: fusió de Zeiss Ikon i Voigtländer.
- 1972: tancament de les fàbriques Zeiss Ikon i Voigtländer.
- 1973: Acord de cooperació amb Yashica. La marca Contax es rellança al Japó.
- 1990: Després de la reunificació d'Alemanya (1989), l'empresa estatal VEB Zeiss Jena es va vendre a Carl Zeiss sota el nom de Zeiss Jena GmbH i Jenoptik Carl Zeiss Jena GmbH.
- 1991: les divisions "microscòpia" i "òptica científica" de les dues empreses es fonen i estableixen la seva seu a Jena. Carl Zeiss Jenaés avui un dels quatre fabricants més grans de microscopis del món. Zeiss també opera en el camp de la microscòpia electrònica. Les divisions "Fotònica", "Optoelectrònica" i "Mecatrònica", també domiciliades a Jena, formen Jenoptik GmbH.
- 2002: Creació de la filial de Carl Zeiss Meditec AG mitjançant la fusió del departament d'oftalmologia de la companyia amb Asclepion Meditec AG.
- 2005: Creació de la filial Carl Zeiss Vision especialitzada en la producció de lents d'ulleres mitjançant la fusió del departament d'òptica oftàlmica amb l'empresa australiana SOLA Optical.
- 2016: creació del premi Zeiss Photography, un premi atorgat a partir d'un concurs internacional de fotografia obert a fotògrafs de tot el món, per a premiar i promocionar el treball dels fotògrafs que treballen en el camp del documental, el treball que ha de respondre a un tema general definit com " Veure més enllà " i un tema particular triat cada any.

## Subcontractadors importants
Zeiss ha dissenyat (i sovint fabricat) objectius per a altres marques com ara:
- Hasselblad
- Contax
- Rolleiflex
- Nikon
- Sony Alpha
- Nokia
- Canon Inc.
- Logitech

## Carl Zeiss Jena
"Carl Zeiss Jena" era el nom original de l'empresa creada per Carl Zeiss que va romandre com a marca dels intruments fets per l'empresa estatal d'Alemanya de l'Est "VEB Zeiss Jena", a partir del 1945 i que es va dedicar fins a la seva reunificació amb l'empresa "Carl Zeiss" de Alemanya de l'Oest, a la fabricació d'intruments òptics de precisió, com teodolits, nivells, o sextants, molt populars als països del bloc soviètic, fins al 1991, I que venien marcats "Carl Zeiss Jena" .
Al final de la guerra, inicialment Jena va ser ocupada per l'exèrcit nord-americà, i quan Jena i Dresden es van incorporar a la zona d'ocupació soviètica, formant part més tard de l'Alemanya de l'Est, algunes parts de Zeiss Jena van ser traslladades per l'exèrcit nord-americà a la fàbrica de Contessa a Stuttgart, Alemanya Occidental, mentre que la resta de Zeiss Jena va ser restablerta a la República Democràtica Alemanya com Kombinat VEB Zeiss Jena. [7] Paral·lelament, formant de les reparacions de la Segona Guerra Mundial, l'exèrcit soviètic va desmantellar la major part de les fàbriques existents de Zeiss i va traslladar els equips a la Unió Soviètica com "Fàbrica de càmeres de Kíev".
El negoci occidental es va reiniciar a Oberkochen (al sud-oest d'Alemanya) com Opton Optische Werke Oberkochen GmbH el 1946, que es va convertir en Zeiss-Opton Optische Werke Oberkochen GmbH el 1947, però aviat es va canviar el nom de Carl Zeiss. Els productes Zeiss d'Alemanya occidental van ser etiquetats com a Opton per a la venda al bloc oriental, mentre que els productes de l'East German Zeiss eren anomenats "Zeiss Jena" o simplement "Jena" per a la venda als països occidentals.
L'any 1973, Western Carl Zeiss AG va signar un contracte de llicència amb la càmera japonesa Yashica per produir una sèrie de càmeres i lents de 35 mm de gran qualitat amb els noms de marca Contax i Zeiss. Aquesta col·laboració va continuar sota el successor de Kyocera de Yashica, fins que aquest últim va cessar tota la producció de càmeres el 2005. Zeiss va produir lentres per a la indústria espacial i, més recentment, ha produït de nou lents de càmera de 35 mm d'alta qualitat. L'est de Zeiss Jena també era conegut per produir productes d'alta qualitat.
Després de la reunificació alemanya, VEB Zeiss Jena, considerada com una de les poques empreses alemanyes de l'Est que fins i tot podia competir de forma global, es va convertir en Zeiss Jena GmbH, que, en 1990, es va convertir en Jenoptik Carl Zeiss Jena GmbH. En 1991, Jenoptik Carl Zeiss Jena es va dividir en dues empreses: "Jenoptik Carl Zeiss Jena" i "Carl Zeiss AG (Oberkochen)" assumint les divisions de la companyia per a microscòpia i altres òptiques de precisió (reunió efectiva de l'empresa Carl Zeiss abans de la guerra) i traslladant les divisions de microscòpia i planetari a Jena. Jenoptik GmbH va ser escindida com una empresa especialitzada en les àrees de la fotònica, l'optoelectrònica i la mecatrònica. [8] [9]